# Gumond
Gumond is een gemeente in het Franse departement Corrèze (regio Nouvelle-Aquitaine) en telt 108 inwoners (2009). De plaats maakt deel uit van het arrondissement Tulle.

## Geografie
De oppervlakte van Gumond bedraagt 10,0 km², de bevolkingsdichtheid is dus 10,8 inwoners per km².
De onderstaande kaart toont de ligging van Gumond met de belangrijkste infrastructuur en aangrenzende gemeenten.

## Demografie
Onderstaande figuur toont het verloop van het inwonertal (bron: INSEE-tellingen).